# 博茨科·加博尔
博茨科·加博尔（匈牙利語：Boczkó Gábor，1977年4月1日—），生于陶波尔曹，匈牙利男子击剑运动员，主攻重剑项目，曾获2004年雅典奥运男子团体重剑银牌和2016年里约奥运男子团体重剑铜牌，以及多枚世锦赛奖牌。

## 运动生涯
博茨科参加过三届奥运，他首次参加奥运是在2004年雅典奥运，当时他获得了团体重剑银牌，个人项目方面，他在第一轮被中国选手王磊击败。四年后的2008年北京奥运，他没能获得奖牌，在个人重剑项目上，他闯入四强，但他在铜牌赛上落败，仅获得第四名，在团体重剑项目上，他和队友在八强赛上被8号种子中国队击败。2016年，他第三次参加奥运，在个人项目上，他被队友伊姆赖·盖佐淘汰，在团体项目上，他和队友摘得一枚铜牌。
除了奥运，博茨科还参加过多届世锦赛，总共获得1枚金牌、2枚银牌和4枚铜牌。当中6枚奖牌都是团体项目，唯一的一枚个人项目铜牌是在2010年巴黎世锦赛上获得的。

## 家庭
妻子Ágnes Hornyák是一名手球运动员，曾参加2008年北京奥运会，两人的儿子阿伦于2013年4月出生。

## 奖项
- 匈牙利年度最佳击剑运动员（2002[7]、2008[8]、2010[9]、2013[10]）
- 匈牙利共和国功绩勋章－Knight's Cross（2004）
- 匈牙利公平竞赛奖（2011[11]）
- 匈牙利功绩勋章－Officer's Cross（2016）[12]